# ناتالی و من
ناتالی و من فیلم کمدی درام آمریکایی به کارگردانی فرد کو محصول سال ۱۹۶۹ است.
فیلمنامه توسط A. Martin Zweiback بر اساس داستان اصلی به نویسندگی استنلی شاپیرو که در گذشته برنده جایزه آکادمی شده‌است.
معروفیت این فیلم در این است که اولین فیلمی است که آل پاچینو در آن حضور داشته‌است.